# Palluau
Palluau ist eine Gemeinde mit 1.110 Einwohnern (Stand: 1. Januar 2022) im westfranzösischen Département Vendée im Südwesten der Region Pays de la Loire. Die Gemeinde gehört zum Arrondissement La Roche-sur-Yon und zum Kanton Challans (bis 2015: Kanton Palluau). Die Einwohner werden Palludéens genannt.

## Lage
Palluau liegt etwa 21 Kilometer nordwestlich von La Roche-sur-Yon. Umgeben wird Palluau von den Nachbargemeinden Saint-Étienne-du-Bois im Norden, Beaufou im Osten, Le Poiré-sur-Vie im Südosten, La Chapelle-Palluau im Süden sowie Saint-Paul-Mont-Penit im Westen.
Durch die Gemeinde führt die frühere Route nationale 178 (heutige D978).

## Geschichte
Am 15. Mai 1793 besiegten hier die zahlenmäßig unterlegenen republikanischen Truppen die royalistischen Aufständischen der Vendée in einer Schlacht.

## Bevölkerungsentwicklung
| Jahr                      | 1800 | 1851 | 1901 | 1954 | 1962 | 1968 | 1975 | 1982 | 1990 | 1999 | 2006 | 2013 |
| Einwohner                 | 774  | 588  | 626  | 579  | 595  | 625  | 574  | 665  | 623  | 659  | 850  | 1085 |
| Quelle: Cassini und INSEE |      |      |      |      |      |      |      |      |      |      |      |      |

## Sehenswürdigkeiten
- Kirche Saint-Gilles, wiedererrichtet 1887
- Schloss Palluau, als Burganlage im 13. Jahrhundert errichtet, 1661 zum Schloss umgebaut, nur noch als Ruine erhalten, seit 1998 Monument historique

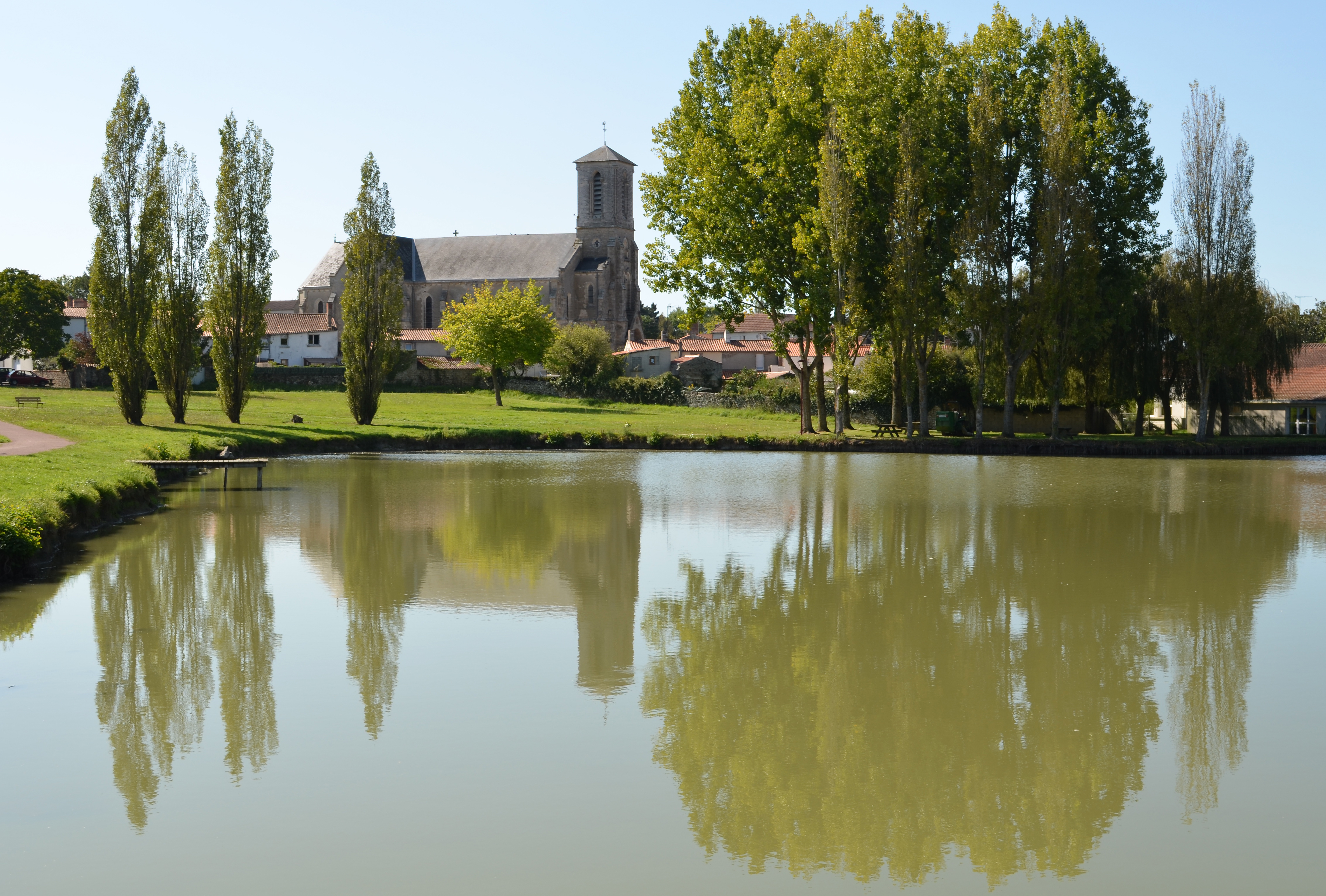
Blick auf die Kirche Saint-Gilles
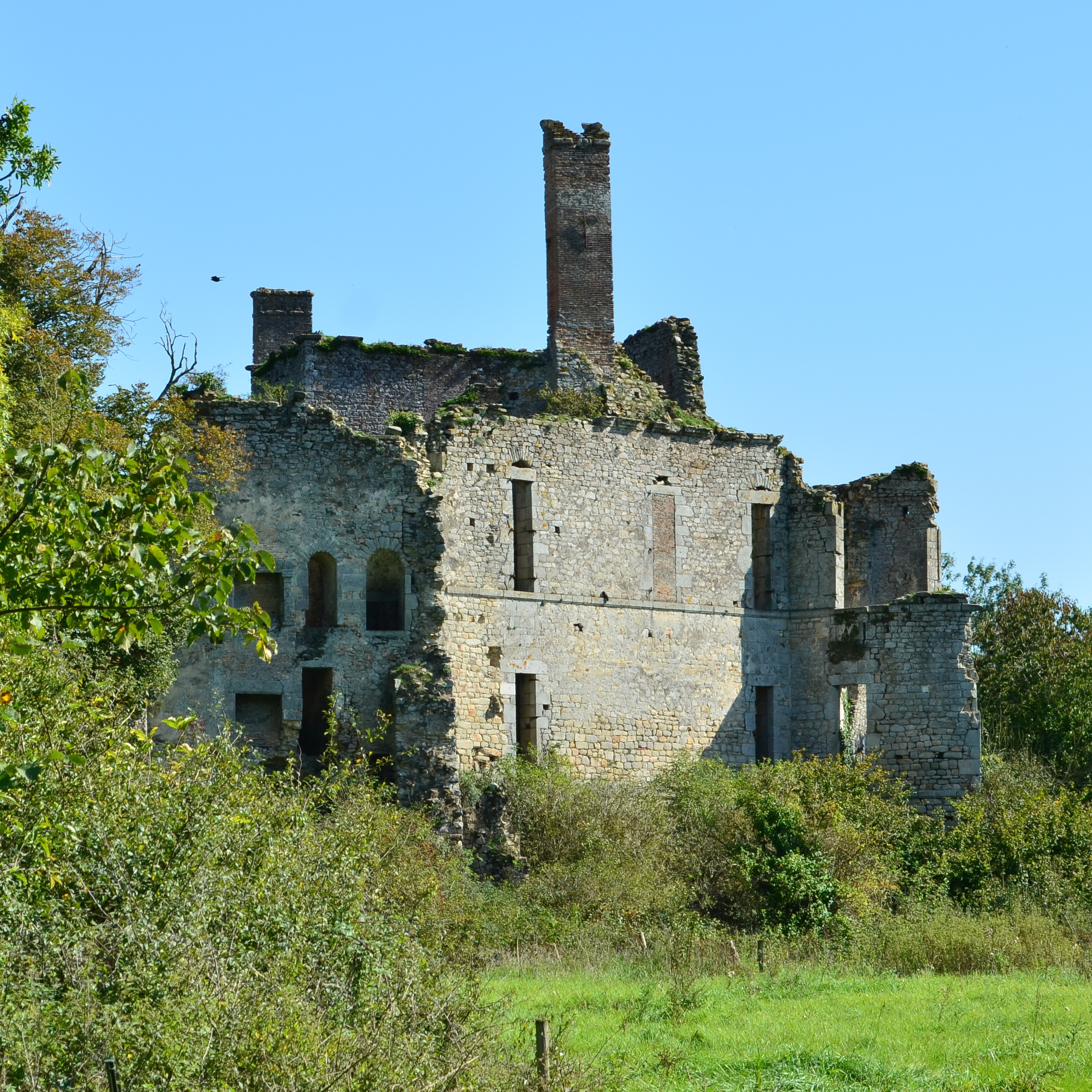
Schlossruine von Palluau

## Persönlichkeiten
- Philippe de Clérembault (1606–1665), Marschall Frankreichs, Graf von Palluau